# Dirk Rudolph de Marees van Swinderen
Jhr. Dirk Rudolph de Marees van Swinderen (Groningen, 12 maart 1862 – aldaar, 2 mei 1943) was een Gronings bestuurder en rechter.

## Levensloop
Van Swinderen promoveerde cum laude in 1886 in de rechten aan de Groningse universiteit. Vervolgens werd hij advocaat in zijn geboorteplaats. Tussen 1893 en 1914 was hij firmant van de bankiersfirma Geertsema, Feith & Co.
Vanaf 1889 was hij tot 1918 gedurende dertig jaar lid van de gemeenteraad van Groningen, en van 1900  tot en met 1914 veertien jaar lang wethouder van Financiën en Stadsbezittingen. Die laatste functie legde hij neer toen hij in dat laatste jaar benoemd werd tot rechter in de Groningse arrondissmentsrechtbank waarvan hij tussen 1923 en 1929 president was. Hij was vanaf 1914 kamerheer in buitengewone dienst van koningin Wilhelmina.
Van Swinderen had talrijke nevenfuncties in Groningen, waaronder president van de Nutsspaarbank, president-commissaris van de Nederlandsche Hypotheekbank te Veendam, bestuurslid en voorzitter van de Nederlandse Juristenvereniging, bestuurslid van het Gronings Universiteitsfonds, lid van de Commissie van Beheer van het Academisch Ziekenhuis, lid van de Commissie van Onderstand, van de vereniging Armbestuur, voorzitter van de Ambachtsschool.
Voor zijn verdiensten werd hij benoemd tot Ridder in de Nederlandse Leeuw en Commandeur in de Orde van Oranje-Nassau; bij zijn 80e verjaardag werd hij benoemd tot ereburger van de stad Groningen (ingeschreven in het Gouden Boek). Jhr. mr. D.R. de Marees van Swinderen overleed een jaar later op 81-jarige leeftijd. In 1948 boden zijn kinderen de gemeente een portret van hun vader aan (door Reinier Sybrand Bakels).

## Familie
Van Swinderen was een telg uit het geslacht Van Swinderen, een zoon van burgemeester jhr. mr. Cornelis de Marees van Swinderen (1828-1867) en Anna Judith Wijckerheld Bisdom (1834-1922), telg uit het geslacht Bisdom, en een broer van minister en diplomaat jhr. mr. René de Marees van Swinderen (1860-1955). Hij trouwde in 1886 met Albertine Christine Tjaden Busmann (1860-1893) en na haar overlijden in 1895 met haar zus Anna Margaretha Tjaden Busmann (1859-1948). Uit beide huwelijken had hij een kind, uit het eerste de journalist jhr. dr. Kees de Marees van Swinderen (1890-1961).